# Аветчин, Михаил Фёдорович
Михаил Фёдорович Аветчин (1861—1914) — русский военный  деятель, полковник  (1914). Герой Первой мировой войны.

## Биография
В 1879 году  после окончания военной гимназии вступил в службу. В 1882 году после окончания Одесского военного училища произведён в прапорщики и выпущен в Симферопольский 133-й пехотный полк. В 1884 году после окончания произведён в подпоручики, в 1888 году в поручики. В 1895 году после окончания Офицерской стрелковой школы произведён в штабс-капитаны, в 1900 году в капитаны, в 1906 году в подполковники.

С 1914 года полковник, участник Первой мировой войны, был ранен. 11 октября 1914 года за храбрость награждён Георгиевским оружием: 
За то, что в бою 17-го августа 1914 года у д. Бржуховице временно командуя 133-м пехотным Симферопольским полком и находясь в передовой цепи под сильным ружейным и пулемётным огнём, личным примером увлекал вперёд залёгшие цепи, чем способствовал скорейшему занятию правого берега р. Гнилая Липа и благополучному для нас удару в штыки на противника, занимавшего окопы и опушку д. Бржуховице. Будучи ранен в шею пулей на вылет, после перевязки остался в строю, продолжая командовать полком
24 апреля 1915 года за храбрость награждён Орденом Святого Георгия 4-й степени: 
За то, что 11-го октября 1914 года в бою у д. Смольне первый взошёл на укреплённые и обороняемые противником высоты, чем увлёк за собой руководимый им отряд и сбил противника с высоты
Умер от ран 12 октября 1914 года, исключён из списков личного состава 23 февраля 1916 года.

## Награды
- Орден Святой Анны 3-й степени  (1902)
- Орден Святого Станислава 2-й степени   (1910)
- Георгиевское оружие (ВП 11.10.1914)
- Орден Святого Георгия 4-й степени (ВП 24.04.1915)